# Epitonium perangustum
Epitonium perangustum is een slakkensoort uit de familie van de Epitoniidae. De wetenschappelijke naam van de soort is voor het eerst geldig gepubliceerd in 1913 door de Boury.